# Arété
Pour les articles homonymes, voir Arété (homonymie).

En grec ancien, le terme d’arété ou arétè (ἀρετή) se réfère à l'excellence et à la réalisation du plein potentiel, allant au-delà de la simple notion de « mérite » ou « vertu ». Selon l'helléniste Werner Jaeger , son étymologie, qui suggère une « adaptation parfaite », traduit une harmonie entre l'utile, le beau et le plaisant. L'arété dans la culture grecque antique ne se limite pas à une quête personnelle de perfection mais constitue aussi un idéal social profondément enraciné dans la tradition. Cette dimension est illustrée par les Jeux olympiques antiques, évoqués par Hérodote, où la quête de gloire surpassait le désir de richesses matérielles. Ainsi, l'arété représente une aspiration à une forme d'excellence qui intègre harmonieusement les aspects pratiques, esthétiques et agréables de la vie, établissant un pilier fondamental de la culture grecque.

## Évolution de la notion d’arété

### Dans la Grèce archaïque
La prouesse aristocratiqueLa notion d’arété est la quintessence de l'éducation aristocratique dans la Grèce archaïque. La classe aristocratique doit être d'une arété exemplaire, ce que l'on voit déjà dans le mot grec qui désigne cette aristocratie, (οὶ ἂριστοι / aristoi, « les meilleurs ») : « La racine du mot [arété] est la même que celle du mot aristos, terme superlatif servant à indiquer des talents et une supériorité extraordinaires, et aristos a été constamment utilisé au pluriel pour désigner la noblesse. » Dans la culture grecque des temps archaïques, l’arété consiste dans la bravoure face  à l'adversité et a désigné à l'origine une prouesse guerrière. « Son acception la plus ancienne représente un mélange de fierté, de moralité courtoise et de valeur guerrière », écrit Werner Jaeger.
Chez HomèreDans les poèmes homériques l’Iliade et l’Odyssée, l’arété vaut aussi bien pour les héros grecs que troyens. C’est l’attribut des héros et des nobles, les hommes ordinaires n'ayant pas d’arété. Ce mot désigne la vaillance, la force physique et le courage des guerriers ou des athlètes. Son corollaire est l'honneur, qui est inséparable du mérite et du talent. Porter atteinte à l'honneur d'un héros, c’est méconnaître gravement son arété, comme on le voit avec l'offense faite à Achille ainsi qu'à Ajax à qui on refuse les égards qu'ils ont mérités. L’indignation d’Achille à l'égard de ses compagnons entraîne son retrait de l'alliance des guerriers achéens pour la prise de Troie ; le drame d'Ajax finit par la folie et la mort. De même, l’arété s'applique indifféremment aux hommes et aux femmes. Ainsi, l’arété de Pénélope, la femme du héros grec Ulysse, réside dans sa coopération et dans sa fidélité à Ulysse, qualités pour lesquelles Agamemnon fait son éloge. Quant aux dieux, leur excellence inclut leur pouvoir, mais dans l’Odyssée les dieux peuvent accorder l'excellence à la vie, ce que l'on peut comprendre contextuellement par le fait qu'ils donnent la prospérité. Arété est aussi le nom de la femme du roi Alcinoos.
Noblesse des actes et de l'espritLa vieille conception de l’arété assimilée à la bravoure guerrière s'est ensuite enrichie, à l'époque des poètes de la génération d'Homère, pour offrir un nouvel idéal de perfection humaine et d'efficacité : à la noblesse des actes s'est ajoutée celle de l'esprit. Phénix, le précepteur d'Achille, énonce cet idéal de l'éducation grecque : « se montrer bon orateur en même temps que vaillant guerrier (en grec ancien : μύθων τε ῥητῆρ' ἔμεναι πρηκτῆρά τε ἔργων) »,. L'homme ou la femme qui réalise l’arété est une personne qui sait atteindre ses buts, qui fait usage de toutes ses facultés - force, bravoure, esprit, ruse, acuité - pour obtenir des résultats réels. L’arété concerne alors toutes les aptitudes et les potentialités humaines. Le concept constitue un universel anthropocentré (ou du moins réservé aux humains) ; il présuppose un référent dans lequel les actions des hommes ont une réelle importance, où le monde est un lieu de conflit et de difficulté, et où la valeur et le sens se mesurent selon le critère de l'effectivité individuelle dans le monde.
Tyrtée ou l’arété patriotiqueVers le milieu du VIIe siècle av. J.-C., Tyrtée, le poète de Sparte, transforme la notion d’arété, en substituant une éthique basée sur la cité-État à une morale aristocratique : de l'idéal individuel du champion homérique on passe à l’arété civique et patriotique des soldats de la cité-État : « Mourir au premier rang, lutter pour la patrie, C'est le sort le plus beau, digne d'un bon guerrier », écrit-il. Tyrtée place cette arété civique et patriotique au-dessus de tous les anciens idéaux de la noblesse hellène : « Personne ne se montre bon guerrier avant de pouvoir supporter le spectacle de la tuerie sanglante et d'être capable de s'élancer hardiment sur l'ennemi en le regardant bien en face. Voilà ce qu'est la vraie arété ! », s'exclame-t-il dans la célèbre élégie 9, et celui qui sert le bien public avec ce sens de l'héroïsme au point de se sacrifier pour sa patrie obtient une gloire immortelle. Cette conception de l'héroïsme entièrement voué à la communauté fut celle de Sparte tout au long de son histoire.

### À l’époque classique
À partir d'une période plus récente, c'est à un modèle intérieur et non plus aux critères de la société, que l'homme est invité à obéir. Mais les doctrines éthiques de Platon et d'Aristote trouvent bien leur origine dans la conception morale des héros et dans l’arété de la Grèce archaïque. Aux IVe et Ve siècles av. J.-C., cette arété n'est plus réservée à une seule classe sociale, mais s'applique aux hommes qui ont développé leurs vertus intérieures, telles que la δικαιοσύνη / dikaiosúnê (justice) et la sophrosynè (maîtrise de soi). Cette dikaiosúnê ou « esprit de justice » devint l’arété par excellence du citoyen parfait aussitôt que les Grecs découvrirent que la loi écrite, le nomos, eut fourni un critère sérieux pour le bien et pour le mal : l'obéissance aux lois de l'État devint la vertu à laquelle toutes les autres furent subordonnées . C'est ce que Platon veut dire quand il déclare que l'héroïsme militaire à la spartiate prôné par Tyrtée doit être relégué à une place secondaire, après l'esprit de justice. Le problème se posa dès lors de savoir si cette arété pouvait s'enseigner, comme le prétendaient les sophistes. Or, le sens du mot arété ne recouvre pas la seule vertu morale mais l’ensemble des qualités qui font l'homme éminent et le rendent efficace et illustre. Platon tenta de produire une philosophie morale qui comprenait ce nouvel usage du mot — c'est ainsi que les philosophes-rois, qui dirigent la cité idéale décrite dans la République, se doivent d'avoir contemplé les Idées avant de prendre en main la direction dans la cité — Les anciens Grecs ont utilisé le terme d’arété dans un sens large, y compris pour désigner la perfection des choses et des animaux : par exemple, l'excellence d'une cheminée qui fonctionne bien, l'excellence d'un taureau comme reproducteur, ou l'excellence d'un homme. Le domaine précis d'application du mot change selon les circonstances, dans la mesure où chaque objet ou être a son propre but, selon une perspective téléologique. Ainsi, l’arété d'un homme est-elle différente de celle d'un cheval. Ceci suppose des degrés d'aptitude différents, auxquels correspondent des arété variables. Cette manière de penser apparaît d'abord chez Platon, notamment dans l'allégorie de la Caverne.
Mais c'est dans les travaux d'Aristote que le concept d’arété s'est trouvé développé à son maximum. On peut notamment le voir dans l’Éthique à Nicomaque, où il utilise le terme en donnant pour exemples l'entraînement des athlètes ainsi que l'éducation des jeunes enfants. Dans sa description de l'homme fier et magnanime, le μεγαλόψυχος / mégalopsychos, Aristote envisage cette grandeur d'âme comme la manifestation suprême de la personnalité morale, en lui donnant pour source l’arété digne de l'honneur : « Car l'honneur est la récompense de l'arété, le tribut payé aux individus pleins de mérite ». La fierté est ainsi l'élément nouveau qui est venu enrichir l’arété, mais elle demeure en même temps très difficile à atteindre. Pour atteindre à cette arété parfaite, l'homme fournit un effort qui provient d'un amour de soi ennobli et pleinement justifié, qu'Aristote appelle la φιλαυτία / philautia. Il ne s'agit nullement d'un égoïsme, mais au contraire du noble idéal que tout homme nourrit en son âme, idéal qui l'inspire et qu'il cherche à réaliser au cours de son existence. Ce très haut idéal pousse l'individu vers l’arété intégrale, et lui permet de « prendre possession de la beauté ». Se soumettre totalement à cet idéal très élevé est en effet la marque d'un amour de soi très développé : « Un tel homme choisira de vivre noblement pendant une seule année plutôt que d'en passer plusieurs d'une existence sans histoire ; il accomplira plus volontiers un seul exploit grand et noble plutôt qu'une foule d'actions insignifiantes ». En employant ce terme de « beauté », Aristote songe donc surtout aux actes d'héroïsme moral : l'individu qui est disposé à tout sacrifier, à supporter les épreuves et la mort pour obtenir la récompense suprême d'une gloire impérissable est véritablement un héros. Ce fut précisément le sort et le choix de celui qui fut l’ami et le beau-père d'Aristote, Hermias d'Atarnée ; soumis à la torture, il refusa de révéler aux Perses ce qu'il savait et fut mis en croix. Il préféra courageusement garder le silence pour « ne rien faire qui fût indigne ou contraire à la philosophie ». L'héroïsme moral du philosophe Hermias, par opposition au comportement des Mèdes qui usèrent de trahison, apparut à Aristote comme la marque la plus éminente de la vertu grecque, « qui n'atteint les hauteurs de l'existence qu'en ne craignant pas de la perdre », selon les mots de Werner Jaeger. Cet exemple donne à comprendre l'expression d'Aristote : « prendre possession de la beauté », mobile essentiel de l’arété grecque. Aristote et Callisthène composèrent un hymne à l’arété immortelle d'Hermias : 
| « Ἀρετὰ πολύμοχθε γένει βροτείῳ, θήραμα κάλλιστον βίῳ, σᾶς πέρι, παρθένε, μορφᾶς καὶ θανεῖν ζηλωτὸς ἐν Ἑλλάδι πότμος » | « Ô Vertu, objet de tant de peines pour la race des mortels, Toi la plus belle récompense de la vie, Mourir pour ta beauté, Ô vierge, est un sort envié en Hellade. » |

— Aristote, Épigramme votive gravée sur le cénotaphe d’Hermias à Delphes.

## Gymnastique
Il était communément admis que l'esprit, le corps et l'âme devaient tous être développés et entraînés pour permettre à un homme de vivre dans l’arété. Il fallait donc pratiquer la gymnastique pour obtenir et conserver cette qualité. Le but de l'exercice sportif n'était pas de consumer la vie du pratiquant, mais simplement d'exercer suffisamment le corps ; ceci valait aussi pour l'esprit et l'âme, qu'il fallait exercer par d'autres moyens.
Dans la philosophie, l’arété est explicitement liée à la connaissance. En effet, les Romains ont traduit ce mot par le latin virtus, qui en français a donné vertu ; or, les expressions « la vertu c'est la connaissance » ou « l’arété c'est la connaissance » sont utilisables indifféremment.[réf. nécessaire] Dans la Grèce antique, le plus haut potentiel humain est la connaissance (ou la sagesse). Toutes les autres capacités humaines dérivent de celle-là, qui est fondamentale. Si l’arété à son plus haut degré consiste dans la connaissance et dans l'étude, la plus haute connaissance humaine est la connaissance de soi-même. Dans cette optique, l'étude théorétique de la connaissance humaine, qu'Aristote appelle « contemplation », est la plus haute capacité humaine et le moyen d'atteindre le meilleur degré de bonheur.

## Personnification

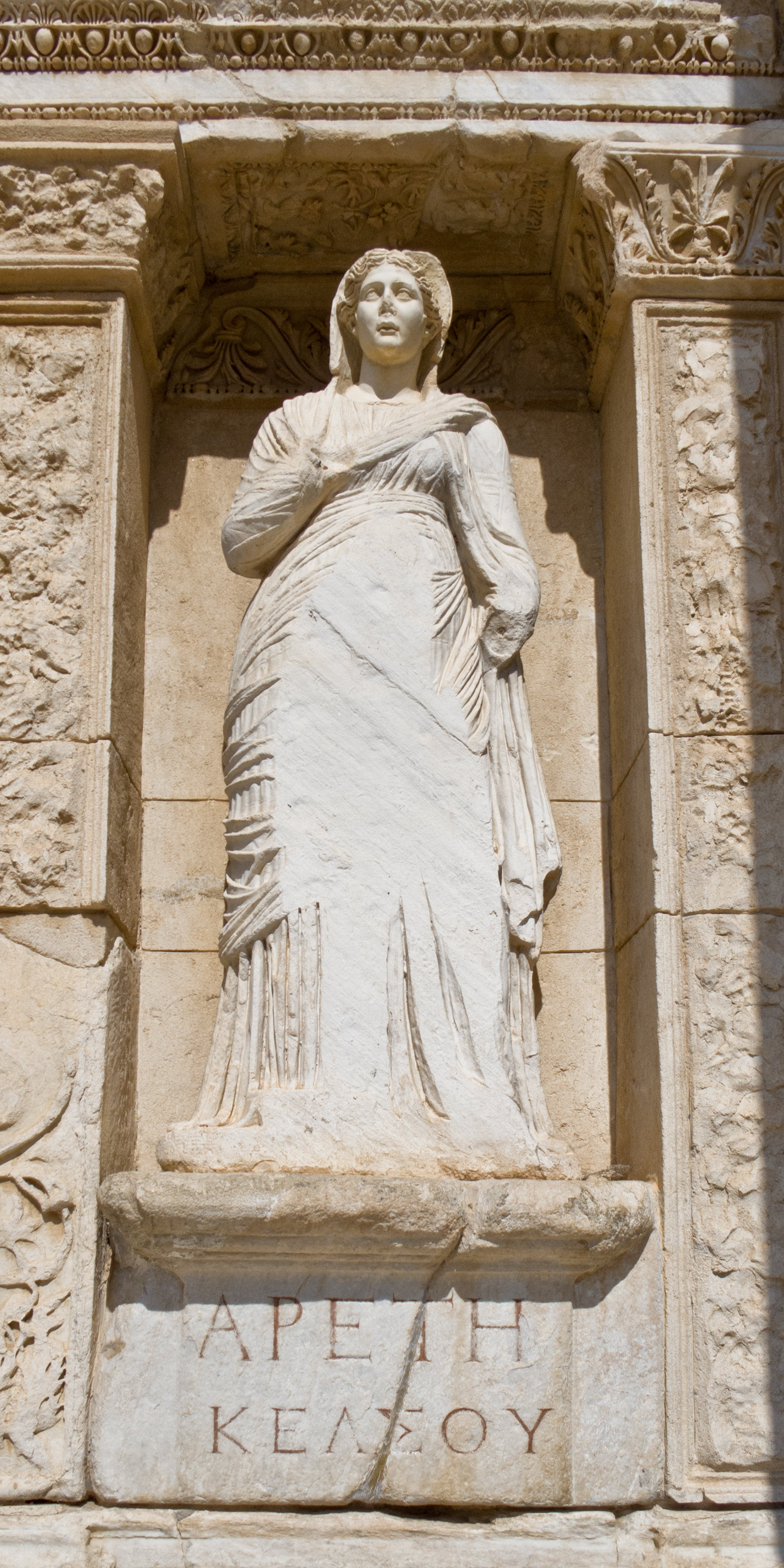
Statue personnifiant l'arété dans la bibliothèque de Celsus à Éphèse.

L’arété est occasionnellement personnifiée par une déesse, sœur d'Harmonie et fille de la déesse de la justice Praxidikè.
Arété (la déesse) et sa sœur Harmonie se font appeler les Praxidikai (étymologiquement, « pratiquantes de la justice »). Comme beaucoup de divinités grecques de second rang, cette déesse n'a que très peu, sinon aucun véritable fondement mythologique, et est essentiellement utilisée comme une personnification de la vertu. La seule histoire impliquant Arété provient du sophiste Prodicos, et concerne la jeunesse d'Héraclès : à un carrefour, Arété apparaît à Héraclès sous les traits d'une jeune femme ; elle lui propose la gloire et une vie de lutte contre le mal ; sa contrepartie, Kakia (κακία), déesse du vice, lui offre le plaisir. Héraclès choisit de suivre Arété.
Cette histoire a été reprise par des auteurs chrétiens, tels que Justin de Naplouse, Clément d'Alexandrie et Basile de Césarée. Cependant, Justin et Basile donnent à Arété les traits d'une femme émaciée et peu agréable à voir.
Son équivalent romain est Virtus.

## Paideia
Le concept d’arété constitue une part significative de la paideia, c'est-à-dire de l'éducation des enfants, dont le but est de les mener à l'âge adulte. Cette éducation inclut un entraînement physique, qui consiste essentiellement (mais pas seulement) en de la gymnastique, un entraînement intellectuel (art oratoire, rhétorique, physique) et un entraînement spirituel (musique et éducation morale).

## Une notion vivace à travers l'hellénisme
D'Homère à Odysséas Elytis, de la langue grecque archaïque jusqu'au grec moderne actuel, la notion d’areté est demeurée vivante : 
- « La vertu (arété) est donc une disposition acquise volontaire, consistant par rapport à nous, dans la mesure, définie par la raison conformément à la conduite d'un homme réfléchi. Elle tient la juste moyenne entre deux extrémités fâcheuses, l'une par excès, l'autre par défaut[23]. »
- « Au reste, frères, que tout ce qui est vrai, tout ce qui est honorable, tout ce qui est juste, tout ce qui est pur, tout ce qui est aimable, tout ce qui mérite l'approbation, ce qui est vertueux (άρετή) et digne de louange, soit l'objet de vos pensées[24]. »